# ماتئو کلیموویکز
ماتئو کلیموویکز (انگلیسی: Mateo Klimowicz؛ زادهٔ ۶ ژوئیهٔ ۲۰۰۰) بازیکن فوتبال اهل آرژانتین است.
از باشگاه‌هایی که در آن بازی کرده‌است می‌توان به باشگاه فوتبال اشتوتگارت اشاره کرد.
وی همچنین در تیم ملی فوتبال زیر ۲۱ سال آلمان بازی کرده‌است.